# Gänserndorf
Gänserndorf är en stad som ligger på Marchfältet i det österrikiska förbundslandet Niederösterreich. Genserndorf är huvudort i distriktet Gänserndorf. Staden ligger omkring 30 kilometer nordost om Wien och förbinds med den österrikiska huvudstaden via landsvägen Angerner Straße samt järnvägslinjen Nordbahn.
Gänserndorf, som för första gången nämns i ett dokument från år 1115, har 12 133 invånare (2024).